# 柳弘之
柳 弘之（やなぎ ひろゆき、1954年11月20日 - ）は、日本の経営者。ヤマハ発動機社長、会長を務めた。

## 経歴
鹿児島県鹿児島市出身。
ラ・サール高校を経て、1978年に東京大学工学部を卒業し、同年にヤマハ発動機に入社。2007年3月に執行役員に就任し、2010年3月には社長に昇格。2018年1月には会長に就任。